# St. Andreas (Altheim)

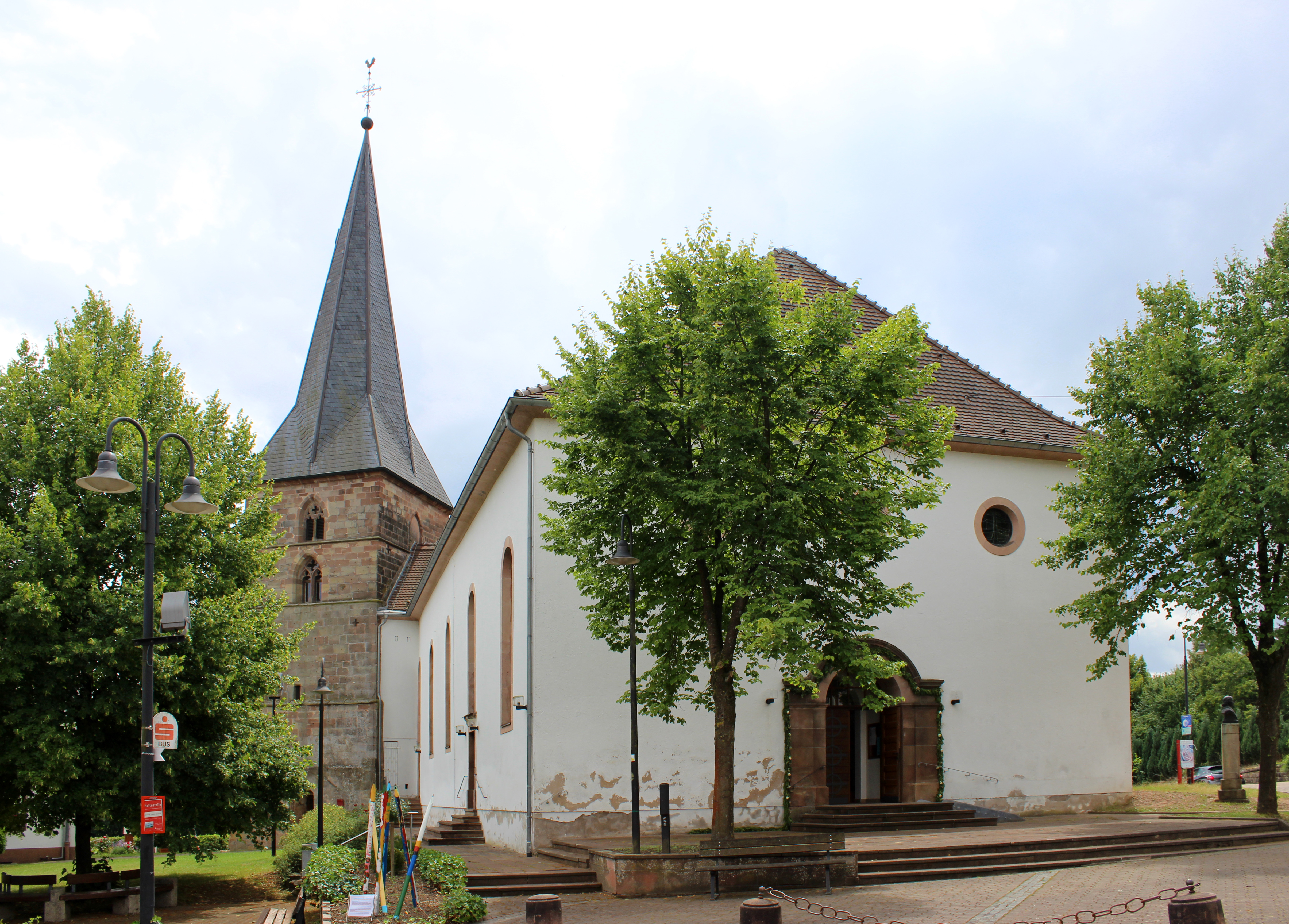
Die Pfarrkirche St. Andreas in Altheim

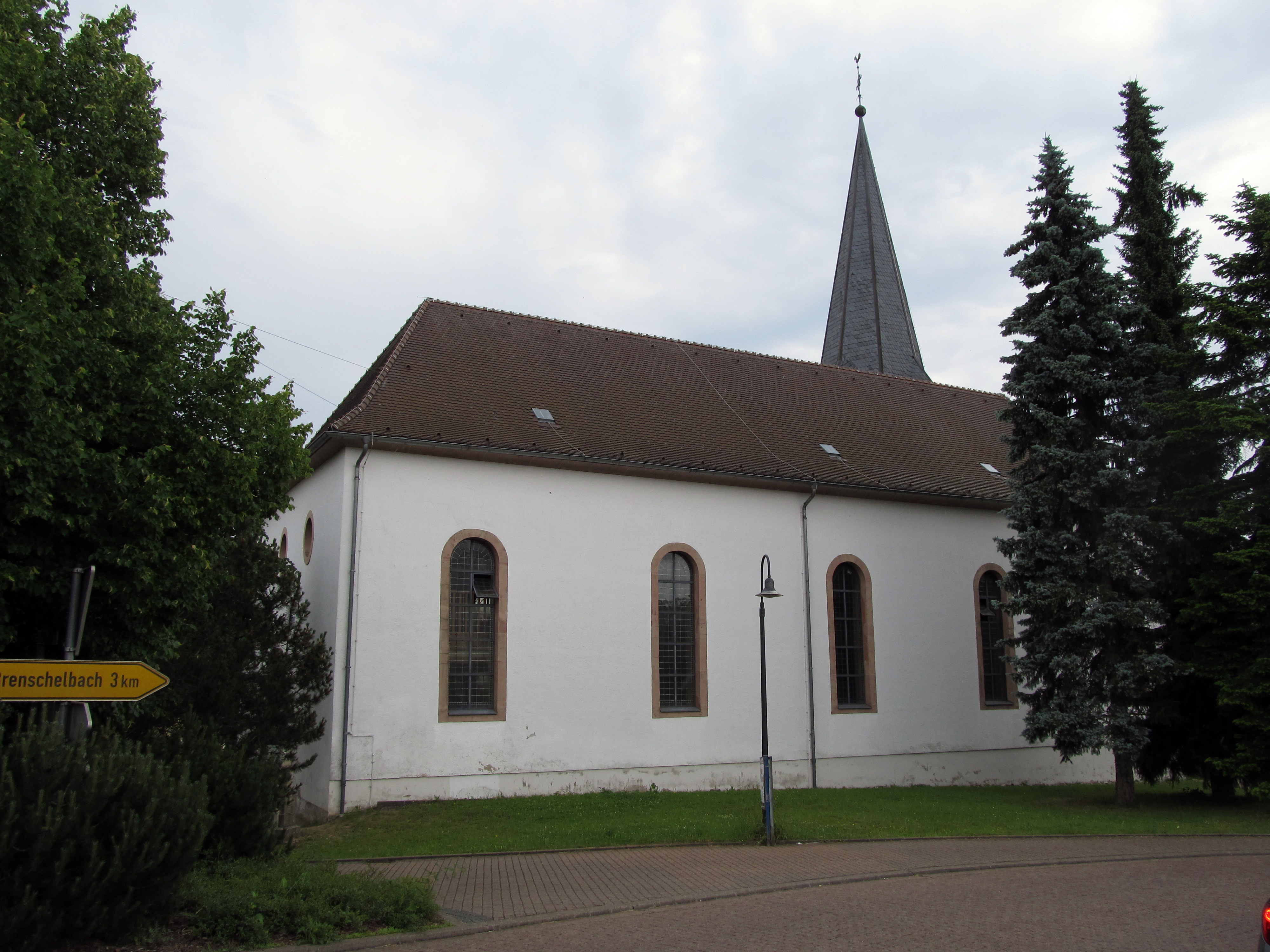
Blick auf die Kirche aus westlicher Richtung

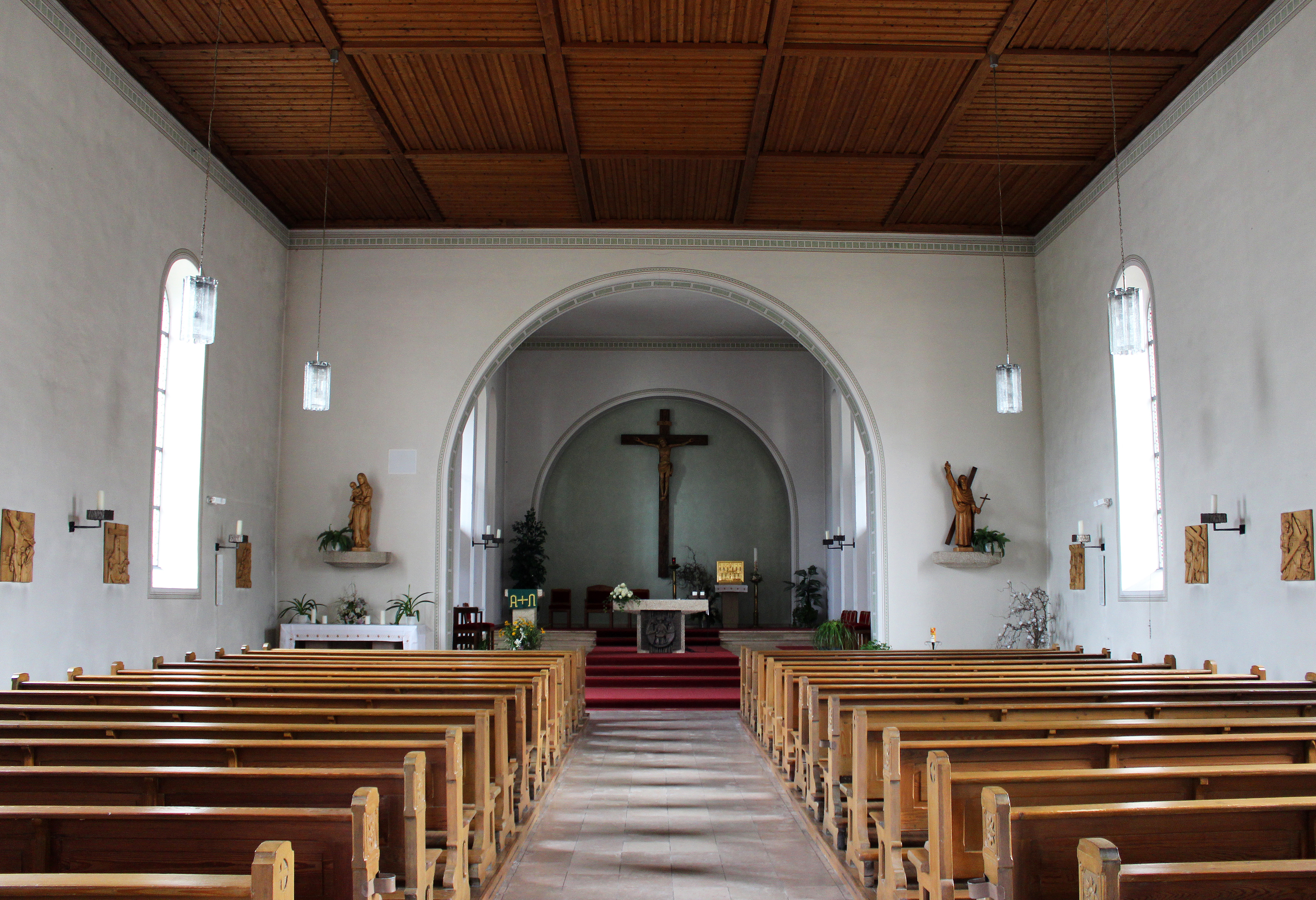
Blick ins Innere der Kirche

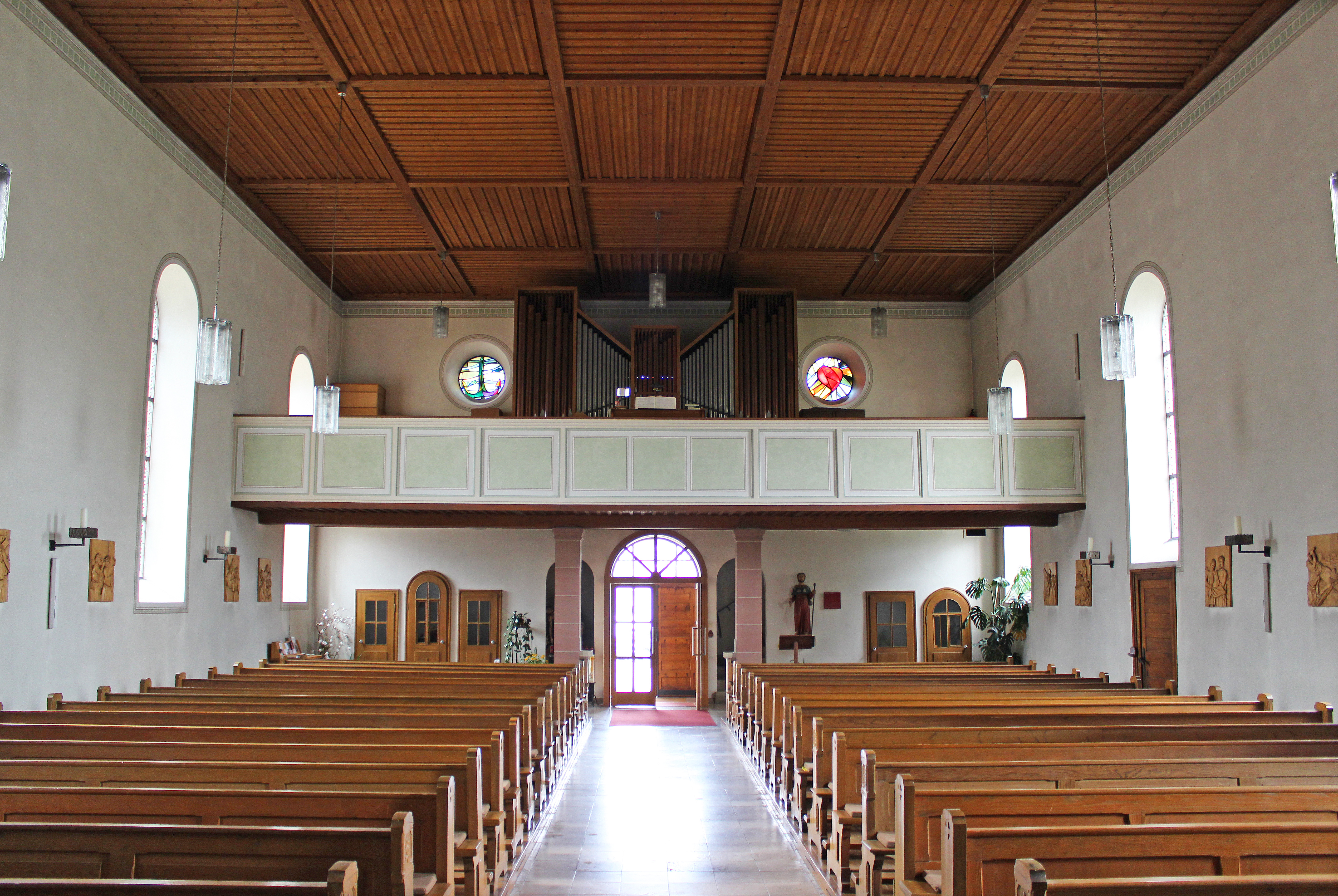
Blick vom Altarraum zur Orgelempore

Die Kirche St. Andreas ist eine katholische Pfarrkirche in Altheim, einem Stadtteil von Blieskastel im saarländischen Saarpfalz-Kreis. Kirchenpatron ist der heilige Andreas. In der Denkmalliste des Saarlandes ist die Kirche als Einzeldenkmal aufgeführt.

## Geschichte
In den Jahren 1360 bis 1390 erfolgte der Bau der ersten Kirche, von der bis heute der Chorturm erhalten geblieben ist. Das Untergeschoss des Turmes beherbergte den Chorraum der Kirche. Der Turm wurde 1499 erhöht, das zeigt die Jahreszahl am oberen Schallloch der Nordseite. Im Jahr 1760 wurde die Kirchenschiff abgerissen und von 1760 bis 1763 durch eine barocke Saalkirche ersetzt. Die Pläne für den Neubau stammten vom herzoglichen pfalz-zweibrückischen Baudirektor Christian Ludwig Hautt. Für die Ausführung zeichnete Baumeister Bastian Arnold (Zweibrücken) verantwortlich.
Nach Zerstörungen im Zweiten Weltkrieg erfolgte in den Jahren 1948 bis 1949 der Wiederaufbau der Kirche. 1957 wurde der Turm restauriert. 1964 wurde das Kirchengebäude einer Restaurierung sowie einem Umbau unterzogen. Bei einer erneuten Restaurierung im Jahr 1978 erhielt die Kirche einen neuen Altar.

## Architektur
Das Kirchengebäude ist ein Saalbau mit fünf Fensterachsen. An das Langhaus ist seitlich der Turm mit Spitzhelm angefügt, in dessen Untergeschoss, in dem sich die Sakristei befindet, ein Kreuzrippengewölbe zu sehen ist. In der Ostwand der Sakristei befindet sich eine Sakramentsnische mit Resten einer Wandmalerei. Bis 1948/49 verfügte die Kirche über einen dreiseitig geschlossenen Chor, der durch einen Rechteckchor ersetzt wurde.

## Orgel
Nach der Französischen Revolution erwarb die Pfarrgemeinde Altheim die Orgel des Blieskasteler Schlosses. Dieses Werk wurde 1833 durch eine einmanualiges Instrument mit 13 Registern von den Orgelbauern Carl und Franz Heinrich Stumm ersetzt. Wenig später wurde ein zweites Manual mit weiteren sechs Registern hinzugefügt. Während des Zweiten Weltkriegs wurde die Stumm-Orgel zerstört.
Die heutige Orgel der Kirche wurde 1968 von der Orgelbauwerkstatt Hugo Mayer Orgelbau (Heusweiler) erbaut und verfügt über 16 Register, verteilt auf zwei Manuale und Pedal. Das Schleifladen-Instrument besitzt einen freistehenden Spieltisch und ist auf einer Empore aufgestellt. Die Spieltraktur ist mechanisch, die Registertraktur ist elektrisch.
| I Hauptwerk C–g3 |            |    |
| 1.               | Principal  | 8′ |
| 2.               | Salicional | 8′ |
| 3.               | Octave     | 4′ |
| 4.               | Blockflöte | 2′ |
| 5.               | Mixtur IV  | 2′ |
| 6.               | Trompete   | 8′ |

| II Positiv C–g3 |                |      |
| 7.              | Gedackt        | 8′   |
| 8.              | Rohrpommer     | 4′   |
| 9.              | Principal      | 2′   |
| 10.             | Nachthorn      | 1′   |
| 11.             | Sesquialter II |      |
| 12.             | Cymbel III     | 2⁄3′ |
|                 | Tremulant      |      |

| Pedal C–f1 |                |       |
| 13.        | Subbaß         | 16′   |
| 14.        | Octave         | 8′    |
| 15.        | Quintade       | 4′    |
| 16.        | Hintersatz III | 2 ⁄3′ |

- Koppeln: II/I, I/P, II/P
- Spielhilfen: zwei freie Kombinationen, Tutti, Trompete ab